# Traveling Miles
Traveling Miles è un album della cantante jazz Cassandra Wilson, registrato nel dicembre del 1997 e nel maggio e settembre del 1998 e poi pubblicato nel 1999 che ha raggiunto la prima posizione nella classifica Jazz Albums.

## Tracce
1. Run the voodoo down – 04:34 (musica di Miles Davis e testo di Cassandra Wilson)
2. Traveling Miles  –  04:52 (Cassandra Wilson)
3. Right here, right now – 05:57 (musica di Marvin Sewell e testo di Cassandra Wilson)
4. Time after time – 04:06 (Cyndi Lauper, Robert Hyman)
5. When the sun goes down – 06:04 (Cassandra Wilson)
6. Seven steps - 06:43  (Victor Feldman, Miles Davis)
7. Someday my prince will come – 03:50 (Frank. E, Churchill, Larry Morey)
8. Never broken (ESP) – 05:13 (musica di Wayne Shorter e testo di Cassandra Wilson)
9. Resurrection blues (Tutu) – 06:11 (musica di Marcus Miller) e testo di Cassandra Wilson)
10. Sky and sea (blue in green) – 05:24  (musica di Miles Davis e testo di Cassandra Wilson)
11. Piper – 05:01  (Cassandra Wilson)
12. Voodoo reprise – 04:14  (musica di Miles Davis e testo di Cassandra Wilson)

## Formazione
- Cassandra Wilson – voce
- Lonnie Plaxico – contrabbasso
- Steve Coleman – sassofono alto
- Mino Cinelu – percussioni
- Perry Wilson – batteria
- Doug Wamble – chitarra acustica
- Marvin Sewell – chitarra classica e acustica
- Kevin Breit – chitarra elettrica, mandolino elettrico
- Cecilia Smith – Marimba
- Vincent Henry – armonica
- Regina Carter – violino
- Stefon Harris – Vibrafono
- Eric Lewis – pianoforte
- Marcus Baylor – batteria e percussioni